# يوهان كوغلر
يوهان كوغلر (بالألمانية: Johann Kogler)‏ هو لاعب كرة قدم نمساوي في مركز الوسط، ولد في 15 مايو 1968 في Oberzeiring ‏ في النمسا. شارك مع منتخب النمسا لكرة القدم. أما مع النوادي، فقد لعب مع أدميرا فاكر مودلينغ وغراتزر أي كاي وغرويتر فورت ولاسك لينتس ونادي فولفسبيرغر.

## وصلات خارجية
- يوهان كوغلر على موقع قاعدة بيانات كرة القدم.إي يو (الإنجليزية)
- يوهان كوغلر على موقع ناشيونال فوتبول تيمز (الإنجليزية)
- يوهان كوغلر على موقع عالم كرة القدم.نت (الإنجليزية)